# Светлоярская
|  |  |

|  |  |

|  |  |

|  |  |

|  |  |

|  |  |

|  |  |

|  |  |

|  |  |

|  |  |

|  |  |

|  |  |

|  |  |

|  |  |

|  |  |

|  |  |

|  |  |

|  |  |

|  |  |

|  |  |

|  |  |

|  |  |

Светлоя́рская — остановочный пункт Заволжского направления Горьковской железной дороги в Нижнем Новгороде. Открыт 7 июля 2014 года. Для посадки пассажиров выделена одна боковая платформа, откуда ходят пригородные электропоезда до станций Нижний Новгород-Московский, Правдинск и Заволжье-пассажирская. Входит в состав 1-й Сормовской линии Нижегородской городской электрички.

## История
Впервые планы по строительству платформы появились в мае 2013 года во время разработки проекта городской электрички Нижнего Новгорода. Планировалось возвести 2 новых станции: Светлоярская и Союзная. Во время открытия Сормовской линии 24 июня 2013 года авторами проекта было заявлено, что новый остановочный пункт может быть построен, если новая линия будет пользоваться спросом. Строительство платформы было завершено в июле 2014 года, поезда на ней стали останавливаться с 7 июля.

## Расположение
Остановочный пункт расположен между Светлоярским микрорайоном и Володарским посёлком Сормовского района Нижнего Новгорода, а также между станцией Починки и платформой Кооперативная. Выход с платформы ведёт к наземному переходу, соединяющему микрорайоны. Предполагалось, что такое местоположение позволит обеспечить лучшую транспортную доступность жителям Светлоярского микрорайона.

## Развитие
Открыт пересадочный остановочный пункт Светлоярская-2 для Заволжской ветки в рамках 2-й Сормовской линии городской электрички.